# Andreea Ogrăzeanu
Andreea Ograzeanu, née le 24 mars 1990 à Alexandria, est une athlète roumaine spécialiste du sprint.

## Carrière
Aux championnats d'Europe juniors d'athlétisme 2009, Andreea Ograzeanu remporte deux médailles : le bronze sur 100 mètres (11 s 47) et l'or sur 200 mètres (23 s 70).
Deux ans plus tard, elle confirme en s'imposant sur 100 mètres, lors des Championnats d'Europe espoirs d'athlétisme 2011 avec un temps de 11 s 65.
Le 18 février 2017, elle échoue à un test antidopage à l'occasion des Championnats de Roumanie en salle. Elle est, en conséquence, suspendue pendant quatre ans.

## Palmarès
| Date | Compétition                   | Lieu      | Résultat | Épreuve   | Temps   |
| ---- | ----------------------------- | --------- | -------- | --------- | ------- |
| 2008 | Championnats du monde juniors | Bydgoszcz | 6e       | 100 m     | 11 s 67 |
| 2009 | Championnats d’Europe juniors | Novi Sad  | 3e       | 100 m     | 11 s 47 |
| 2009 | Championnats d’Europe juniors | Novi Sad  | 1re      | 200 m     | 23 s 70 |
| 2011 | Championnats d’Europe espoirs | Ostrava   | 1re      | 100 m     | 11 s 65 |
| 2011 | Championnats d’Europe espoirs | Ostrava   | 7e       | 200 m     | 23 s 69 |
| 2013 | Universiade                   | Kazan     | 3e       | 100 m     | 11 s 41 |
| 2013 | Universiade                   | Kazan     | 3e       | 200 m     | 23 s 10 |
| 2013 | Jeux de la Francophonie       | Nice      | 2e       | 100 m     | 11 s 72 |
| 2014 | Championnats des Balkans      | Pitești   | 1re      | 100 m     | 11 s 33 |
| 2014 | Championnats des Balkans      | Pitești   | 4e       | 200 m     | 24 s 14 |
| 2014 | Championnats des Balkans      | Pitești   | 2e       | 4 x 100 m | 45 s 54 |
| 2015 | Championnats des Balkans      | Pitești   | 2e       | 4 x 100 m | 45 s 74 |
| 2016 | Championnats des Balkans      | Pitești   | 3e       | 200 m     | 24 s 25 |

## Records
| Épreuve    | Performance | Lieu     | Date         |
| ---------- | ----------- | -------- | ------------ |
| 100 mètres | 11 s 31     | Weinheim | 31 mai 2014  |
| 200 mètres | 22 s 91     | Bucarest | 29 juin 2013 |

| Épreuve    | Performance | Lieu     | Date            |
| ---------- | ----------- | -------- | --------------- |
| 60 mètres  | 7 s 36      | Bucarest | 18 février 2011 |
| 200 mètres | 24 s 45     | Bucarest | 5 février 2011  |